# Дом-музей Элвиса Пресли

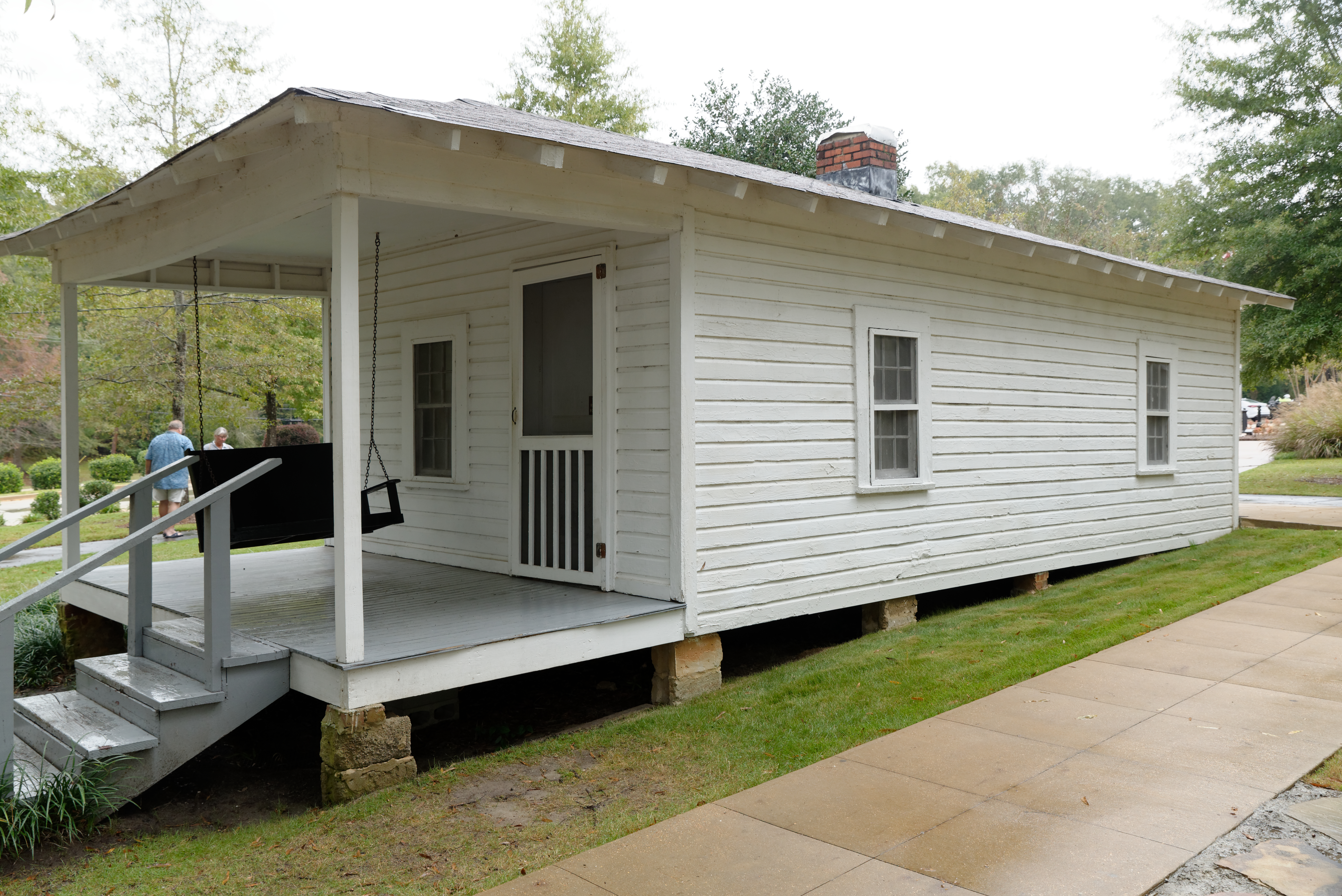
Дом семьи Пресли в Тьюпело, штат Миссисипи

Дом-музей Элвиса Пресли ― исторический музей в Тьюпело, штат Миссисипи. В этом доме родился и жил американский музыкант Элвис Пресли. Он занесен в список блюзовых троп Миссисипи.
Территория музея включает в себя дом, музей, часовню и здание церкви Ассамблеи Бога, где семья Пресли совершала богослужения. Финансовые времена были тяжелыми для Вернона и Глэдис, и им пришлось переехать из дома дробовика, когда Элвису было всего несколько лет, из-за отсутствия оплаты. Вернон и Глэдис работали на разных работах, находясь в Тьюпело, и несколько раз переезжали за те тринадцать лет, что прожили в Миссисипи.
5 апреля 1936 года торнадо категории F5 обрушился на восемь миль (13 км) за пределами города. Катастрофический торнадо унес жизни сотен людей, но пощадил дом Пресли, и семья не пострадала.